# Walther PDP
Walther PDP (Performance Duty Pistol) — полуавтоматический пистолет под калибр 9×19 мм, разработанный в 2021 году компанией Walther Arms в качестве замены Walther PPQ. PDP был разработан, чтобы быть более модульным, чем предыдущие пистолеты Walther, и был описан Walther как их флагманский пистолет.

## История
Первые предсерийные PDP были произведены в 2020 году, а серийная модель была выпущена в феврале 2021 года. Когда PDP был выпущен, производство PPQ было прекращено. В 2022 году компания Walther представила на выставке SHOT Show новый вариант PDP SD Pro, который включает ствол с резьбой, область для крепления оптики и улучшенный спусковой крючок.

## Дизайн
PDP — это полуавтоматический пистолет с УСМ ударникового типа под патрон 9 × 19 мм Parabellum с более длинной рукояткой и большей ёмкостью магазина, чем у предыдущего пистолета Walther, PPQ. PDP выпускается в полноразмерном и компактном вариантах. На рукоятке используется специальная текстура, которая упрощает прицеливание и упрощает обращение с пистолетом в неблагоприятных погодных условиях.
Затвор на PDP фрезерован, что позволяет использовать коллиматорные прицелы без предварительной модификации, а затвор имеет насечки над поверхностью, уменьшающие отдачу. Прицельная линия с трёх-точечной системой использует тот же метод крепления, что и на пистолетах Glock, а это означает, что PDP может принимать послепродажные прицельные линии Glock.
Спусковой крючок взаимозаменяем с PPQ, но легче из-за укороченной приёмной части. Он имеет усилие спуска примерно в 25 Ньютонах.

## Оценка
American Rifleman назвал PDP «отличным дополнением к рынку, которое позволит Walther сильно конкурировать с признанными лидерами», высоко оценив его «лучший в своём классе спусковой крючок, отличное управление и исключительную точность». Автор сказал, что он превосходит другие пистолеты с УСМ ударникового типа, которые он использовал в прошлом, и далее назвал PDP своим «текущим выбором» среди пистолетов с подобной системой. Guns & Ammo охарактеризовали его как «самый модульный и универсальный пистолет, разработанный компанией Walther», также отметив его точность и высокое качество спуска.
Guns.com назвал эргономику PDP «революционной» и назвал его одним из лучших пистолетов года.